# Boxberg/O.L.
Boxberg/O.L., obersorbisch Hamorⓘ, ist die flächengrößte Gemeinde im Landkreis Görlitz (Oberlausitz). Mit 217 km² ist sie zugleich die flächengrößte nichtstädtische Gemeinde Sachsens und nur knapp 4 km² kleiner als Chemnitz. Die Gemeinde zählt vollständig zum amtlichen Siedlungsgebiet der Sorben.
Bekanntheit erlangte die Gemeinde durch das Kraftwerk Boxberg, das sich nördlich des namensgebenden Ortsteils Boxberg befindet.

## Geographie

### Gemeindegliederung
Die Gemeinde besteht aus 18 Ortsteilen:
| deutscher Name | sorbischer Name | Einwohner | Zugehörigkeit zu Boxberg |
| -------------- | --------------- | --------- | ------------------------ |
| Bärwalde       | Bjerwałd        | 149       | 1. Jan. 1998             |
| Boxberg        | Hamor           | 1006      | –                        |
| Drehna         | Tranje          | 87        | 1. Okt. 2007             |
| Dürrbach       | Dyrbach         | 75        | 1. Feb. 2009             |
| Jahmen         | Jamno           | 200       | 1. Feb. 2009             |
| Kaschel        | Košla           | 108       | 1. Feb. 2009             |
| Klein-Oelsa    | Wolešnica       | 156       | 1. Feb. 2009             |
| Klein-Radisch  | Radšowk         | 35        | 1. Feb. 2009             |
| Klitten        | Klětno          | 459       | 1. Feb. 2009             |
| Kringelsdorf   | Krynhelecy      | 366       | 1. Apr. 1996             |
| Mönau          | Manjow          | 83        | 1. Okt. 2007             |
| Nochten        | Wochozy         | 235       | 1. März 1994             |
| Rauden         | Rudej           | 75        | 1. Okt. 2007             |
| Reichwalde     | Rychwałd        | 508       | 1. Jan. 1999             |
| Sprey          | Sprjowje        | 51        | 1. Jan. 1974             |
| Tauer          | Turjo           | 70        | 1. Feb. 2009             |
| Uhyst          | Delni Wujězd    | 627       | 1. Okt. 2007             |
| Zimpel         | Cympl           | 91        | 1. Feb. 2009             |

Die Einwohnerzahlen der einzelnen Orte stammen vom Meldeamt Boxberg/O.L. (Stand 30. November 2020) und weisen auf Grund unterschiedlicher Berechnungsvorschriften in ihrer Summe eine Abweichung zu der vom Statistischen Landesamt des Freistaates Sachsen herausgegebenen Einwohnerzahl auf.

### Geographische Lage
Die Gemeinde Boxberg liegt innerhalb des Städtedreiecks Weißwasser/Oberlausitz–Hoyerswerda–Niesky. Die Kreisstadt Görlitz liegt rund 50 Kilometer südöstlich, nach Bautzen sind es etwa 30 Kilometer in südwestlicher Richtung.

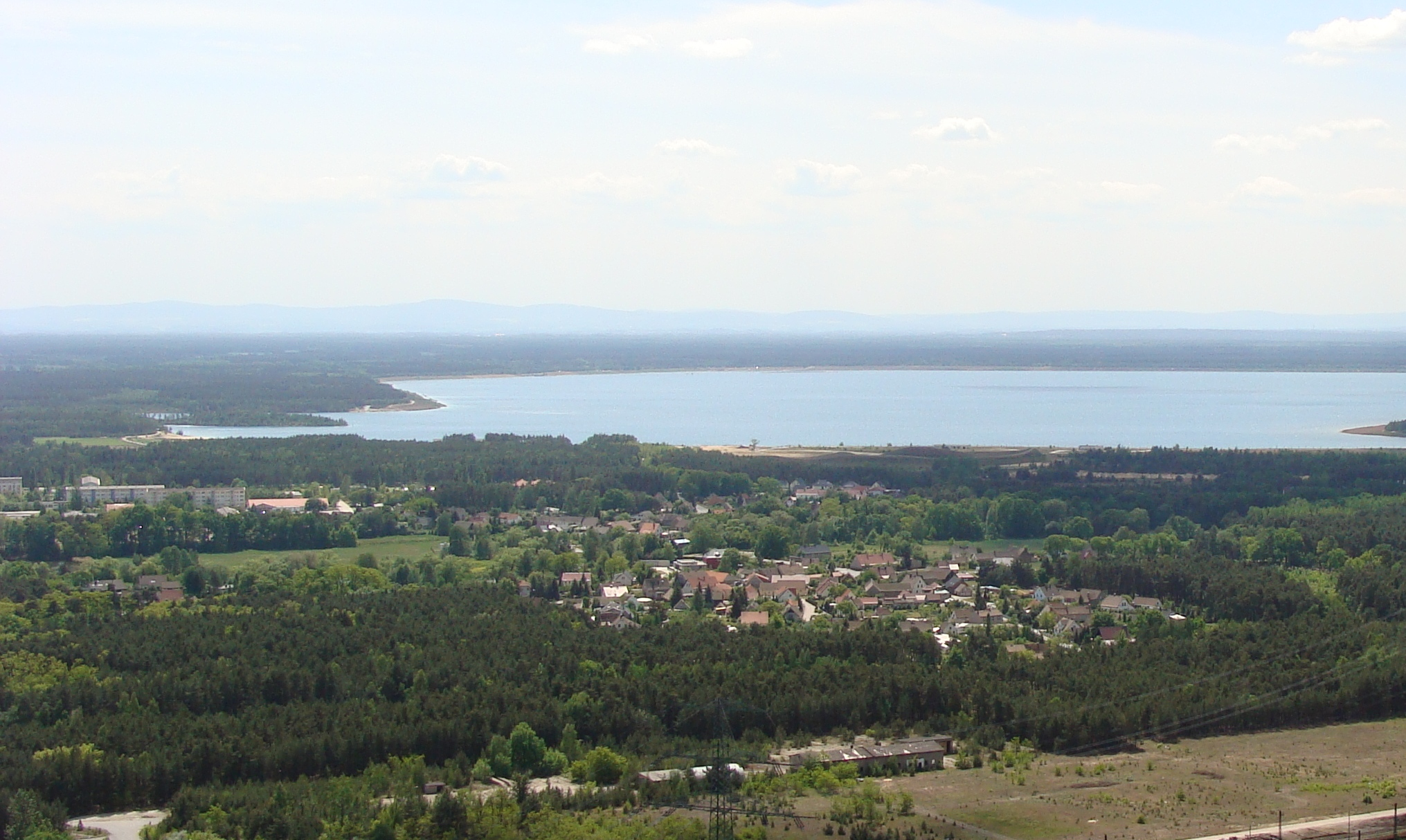
Überblick über den Ortsteil Boxberg mit dem Bärwalder See

Die Region um Boxberg ist durch den Bergbau geprägt, im Norden liegt mit dem Tagebau Nochten einer der größten Tagebaue Deutschlands, im Osten schließt sich der gestundete Tagebau Reichwalde an und im Westen liegen mehrere Tagebaurestseen, die das Lausitzer Seenland bilden. Innerhalb der Gemeinde ist der Bärwalder See dazu zu zählen, der durch Flutung des Tagebaus Bärwalde entstand. Während der nördliche Teil der Gemeinde hauptsächlich aus karger Heidelandschaft besteht, ist der südliche Teil durch eine Vielzahl von Teichen geprägt. Ein Teil der Gemeinde liegt innerhalb des Biosphärenreservates Oberlausitzer Heide- und Teichlandschaft.
Umgebende Gemeinden sind Weißwasser/Oberlausitz im Norden, Weißkeißel im Nordosten, Rietschen und Kreba-Neudorf im Osten, Mücka, Hohendubrau sowie jenseits der Kreisgrenze Malschwitz und Großdubrau im Süden, Radibor im Südwesten, Lohsa im Westen und Spreetal im Nordwesten.

### Gewässer
Bedeutendstes Standgewässer ist der im Westen der Gemeinde liegende Bärwalder See, mit 13 Quadratkilometern Wasserfläche der größte See Sachsens.
Im Südwesten der Gemeinde sind als bedeutende teichwirtschaftliche Gewässer die Drehnaer Teiche südlich von Drehna sowie das Teich- und Sumpfgebiet südlich von Rauden und Mönau, das sich bis Lieske und Commerau fortsetzt, zu nennen. Bedeutende Teiche im Südosten der Gemeinde sind der Schlossteich nördlich von Jahmen, die Dürrbacher Teiche zwischen Klitten und Kreba, der Tauerwiesenteich zwischen Tauer und Förstgen, sowie die Teichgruppe Zimpel nördlich von Zimpel.
Als bedeutendstes Fließgewässer ist die Spree im westlichen Teil der Gemeinde zu nennen. Zwischen Uhyst und Bärwalde ist sie umgebettet worden, da ihr ursprüngliches Flussbett durch den Tagebau Bärwalde verlief. Ihr fließt vom Südosten aus kommend der Schwarze Schöps zu, bis er nördlich von Sprey in sie mündet. Aus dem Osten kommt der Weiße Schöps, dessen Flussbett durch tagebauliche Inanspruchnahme mehrfach umverlegt wurde. Ursprünglich mündete er zwischen Reichwalde und Kringelsdorf in den Schwarzen Schöps, nach der Verlegung nördlich um den Tagebau Reichwalde lag die Mündung zwischen Kringelsdorf und Boxberg, seit der letzten Verlegung, bei der ein naturnahes Flussbett südlich des Tagebaus gestaltet wurde, mündet der Weiße Schöps kurz vor Reichwalde in den Schwarzen Schöps.

## Geschichte
Die Dörfer Sprey, Nochten und ein Teil von Boxberg gehörten schon früh zur Standesherrschaft Muskau. Die restlichen Dörfer verteilten sich auf verschiedene Herrschaften, deren Zugehörigkeit und Besitzer häufiger wechselten.
Während des Dreißigjährigen Krieges (1618–1648) konnte das Kurfürstentum Sachsen sich 1635 im Prager Frieden die beiden lausitzischen Markgraftümer vom Königreich Böhmen sichern. Weil der sächsische König ein bekennender Bewunderer Napoleons war und nicht – wie die süddeutschen Fürsten – rechtzeitig vor der Völkerschlacht bei Leipzig die Fronten wechselte, wurde sein Königreich Sachsen 1815 auf etwa die Hälfte seiner Größe reduziert; unter anderem kamen die Niederlausitz und der größere Teil der Oberlausitz zu Preußen, darunter das gesamte heutige Gemeindegebiet von Boxberg. Die sieben westlichen Orte Bärwalde, Drehna, Merzdorf, Mönau, Rauden, Schöpsdorf und Uhyst hatten bisher zum Hauptkreis Bautzen der Oberlausitz gehört und wurden zunächst dem neuen Landkreis Spremberg angegliedert; erst 1825 wurde ein Landkreis Hoyerswerda neu gebildet und der Provinz Schlesien zugewiesen, während die restlichen Orte bereits seit 1816 dem schlesischen Landkreis Rothenburg (Ob. Laus.) angehörten. Die Grenze zwischen Sachsen und Preußen verlief bis 1945 entlang der südlichen Gemarkungsgrenzen von Rauden über Lieske bis Tauer. Lieske und Lippen sind die einzigen ehemals preußischen Orte im Raum Uhyst/Klitten, die heute nicht zur Gemeinde Boxberg gehören.
Im Jahre 1825 wurde für das in Boxberg, auch für Kringelsdorf und Eselsberg neu erbaute Schulgebäude eine Lehrerstelle durch Spenden der beteiligten Gutsherrschaften (Fürst Pückler-Muskau und Graf von der Schulenburg auf Jahmen) und den Hammerbesitzer Flach fundiert; die Gemeinden übernahmen es, das wöchentliche Schulgeld von 9 Pfennig je Schulkind einzuziehen und an den Lehrer auszuzahlen. Voraussetzung für die Anstellung sollten gute Kenntnisse der deutschen und sorbischen Sprache sein. Bis dahin hatten die etwa 100 Kinder nach Klitten laufen müssen.
Ende der 1920er Jahre fanden umfangreiche Veränderungen der politischen Gemeinden statt. So wurden die meisten der noch bestehenden Gutsbezirke mit benachbarten Gemeinden vereinigt. Am 30. September 1928 wurden die Landgemeinden Zimpel und Tauer unter dem Namen Zimpel (seit 1933 Zimpel-Tauer) zusammengeschlossen, im Oktober des gleichen Jahres verfügte der preußische Minister des Innern den Zusammenschluss von Eselsberg, Kringelsdorf und Wilhelmsfeld zum 1. Januar 1929 unter dem Namen Kringelsdorf. Ebenfalls 1929 werden die beiden Landgemeinden Boxberg, Anteil Muskau und Boxberg, Anteil Jahmen zur Landgemeinde Boxberg zusammengeschlossen.
Zum 1. April 1938 wurden Jahmen, Kaschel und Klein-Oelsa nach Klitten und Rauden nach Mönau eingemeindet.
Nach dem Zweiten Weltkrieg wurde der westlich der Lausitzer Neiße liegende Teil Niederschlesiens wieder dem Land Sachsen angeschlossen. Durch die Verwaltungsreform von 1952 wurden die Gemeinden im Raum Uhyst dem Kreis Hoyerswerda, die Gemeinden um Boxberg dem Kreis Weißwasser (beide Bezirk Cottbus) und die Gemeinden im Raum Klitten dem Kreis Niesky (Bezirk Dresden) zugeordnet.
Bärwalde und Schöpsdorf wurden am 1. Januar 1957 nach Merzdorf eingemeindet. Weitere Gemeindezusammenschlüsse folgten in den 1970er Jahren. Dies war zunächst am 1. Januar 1973 die Eingemeindung von Zimpel-Tauer und am 1. März 1973 die von Dürrbach und Klein-Radisch nach Klitten, wodurch Klitten die Gemeinde im Kreis Niesky mit den meisten Ortsteilen wurde. Am 1. Januar 1974 wurde Sprey als erste Gemeinde nach Boxberg eingemeindet, am 1. Mai des gleichen Jahres kamen Drehna und die teildevastierte Gemeinde Lippen nach Uhyst. Durch die Devastierung Merzdorfs und Schöpsdorfs wurde Bärwalde am 1. Januar 1978 wieder eine eigenständige Gemeinde, die Flurstücke wurden Bärwalde und Uhyst eingegliedert.
Aus dem Gemeindeverband Schöpstal, zu dem die Gemeinden Boxberg, Nochten, Kringelsdorf, Reichwalde und Wunscha gehörten, wurde die Gemeinde Wunscha Mitte der 1980er Jahre für den Tagebau Reichwalde abgebrochen (und formal nach Viereichen eingemeindet).
Mönau schloss sich am 1. März 1994 Uhyst an, wodurch die Gemeinde ihre größte Flächenausdehnung erreichte. Zum gleichen Zeitpunkt wurde die teildevastierte Gemeinde Nochten nach Boxberg eingemeindet. Durch die sächsische Kreisreform von 1994 wurden am 1. August die Kreise Niesky und Weißwasser mit einem Teil des Kreises Görlitz-Land zum Niederschlesischen Oberlausitzkreis vereinigt. Der Kreis Hoyerswerda bestand bis zum 31. Dezember 1995 unverändert weiter.
Der seit 1992 bestehenden Verwaltungsgemeinschaft Boxberg schloss sich 1996 die Gemeinde Uhyst an, die damit als einzige Gemeinde aus dem Kreis Hoyerswerda nicht an den Landkreis Kamenz übertrat. Die Einwohner des Ortsteils Lippen sprachen sich mehrheitlich dagegen aus, wodurch Lippen von Uhyst nach Lohsa umgemeindet wurde. Kringelsdorf, Gründungsmitglied der Verwaltungsgemeinschaft, wurde am 1. April 1996 nach Boxberg eingemeindet.
Bärwalde, seit dem 1. Januar 1994 zu Lohsa gehörig, wurde 1998 nach Boxberg umgemeindet und Reichwalde kam am 1. Januar 1999 als letzte noch verbliebene Gemeinde des früheren Gemeindeverbands Schöpstal nach Boxberg. Damit waren im Territorium der heutigen Gemeinde Boxberg alle Orte auf die drei Gemeinden Boxberg, Klitten und Uhyst aufgeteilt, deren Grenzen sich auf dem Bärwalder See trafen.
Seit dem 12. Februar 1999 führt die Gemeinde im amtlichen Namen den Zusatz „O.L.“ (für Oberlausitz), um sich besser von anderen Orten namens Boxberg zu unterscheiden.
Zum 1. Oktober 2007 trat die Gemeinde Uhyst der Gemeinde Boxberg bei, wodurch die Zahl der Ortsteile von sechs auf zehn stieg. Durch den Zusammenschluss mit Klitten am 1. Februar 2009 stieg die Zahl der Ortsteile auf 18 und die Gemeinde erhielt ihre heutige Ausdehnung. Zugleich wurde die Verwaltungsgemeinschaft Boxberg/O.L. aufgelöst, da alle Mitgliedsgemeinden inzwischen eingemeindet wurden.

## Religion
38 % der Bevölkerung von Boxberg sind evangelisch, 2 % katholisch.
Die evangelisch-unierte Gemeinde hat Kirchen in Nochten und Sprey (Kirchgemeinde Nochten/Boxberg), Klitten, Reichwalde sowie Uhyst, die alle der Evangelischen Kirche Berlin-Brandenburg-schlesische Oberlausitz angehören. Als einzige Ortschaft der Gemeinde Boxberg/O.L. gehört Tauer zu keiner der genannten Kirchgemeinden, sondern ist nach Förstgen eingepfarrt. Eine weitere Kirche stand in Merzdorf, die im Zusammenhang mit dem Ortsabbruch 1979 gesprengt wurde.
Zudem gibt es in Klitten die Evangelisch-Lutherische St. Johanneskirchengemeinde, die zum Kirchenbezirk Lausitz der Selbständigen Evangelisch-Lutherischen Kirche (SELK) gehört.
Eine katholische Kirche gibt es in Boxberg nicht. Die wenigen Katholiken in Nochten, Reichwalde und Sprey gehören zur Pfarrgemeinde „Heilig Kreuz“ in Weißwasser/Oberlausitz, die Gläubigen in den übrigen Ortsteilen zur Pfarrgemeinde „Heilige Familie“ in Hoyerswerda, deren nächste Filialkirche in Lohsa steht („Zu den heiligen Schutzengeln“). Die genannten Gemeinden gehören dem Bistum Görlitz an.

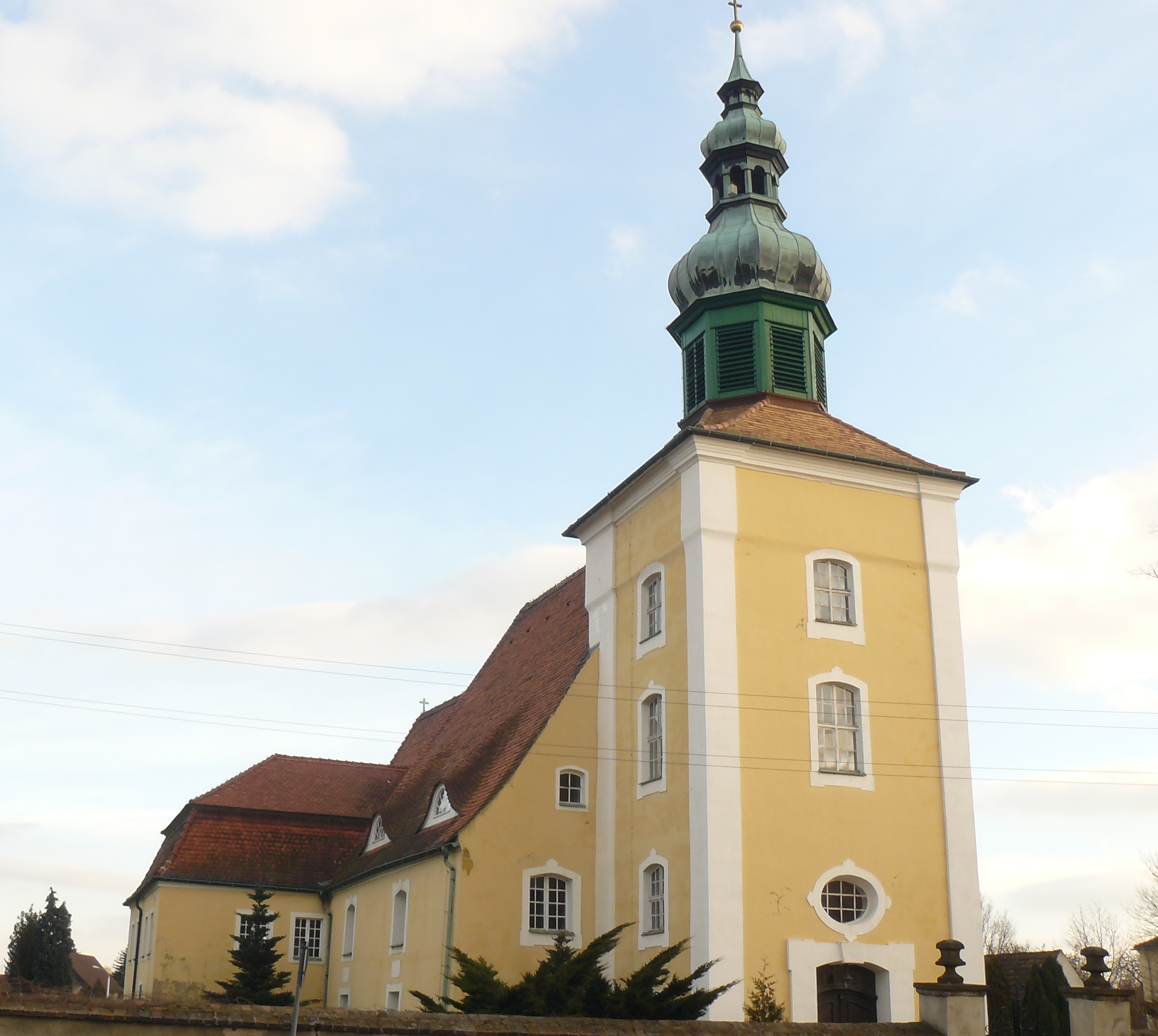
Evangelische-unierte Kirche Klitten
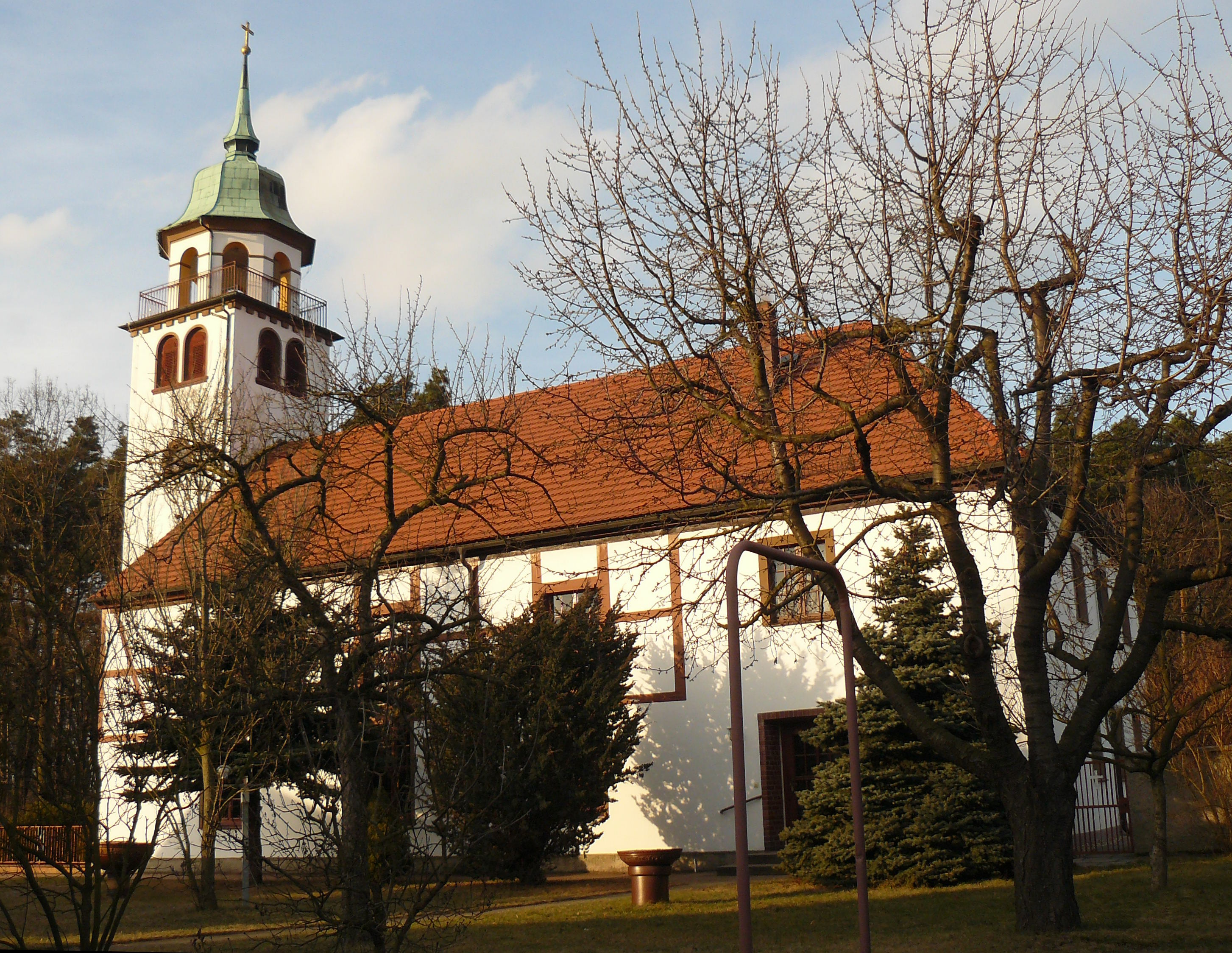
Evangelisch-lutherische St. Johannes-Kirche Klitten (Altlutheraner)
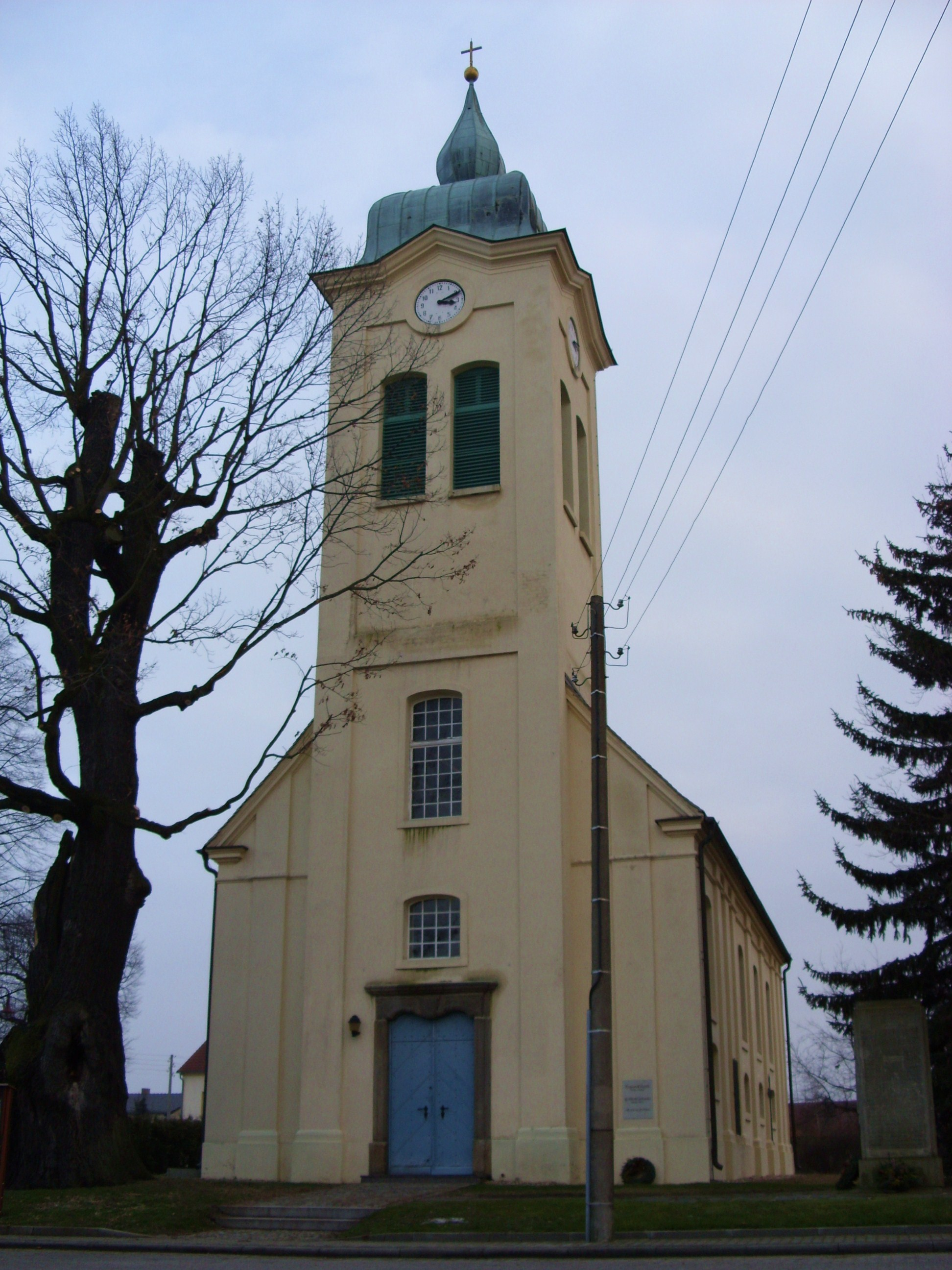
Nochtener Kirche
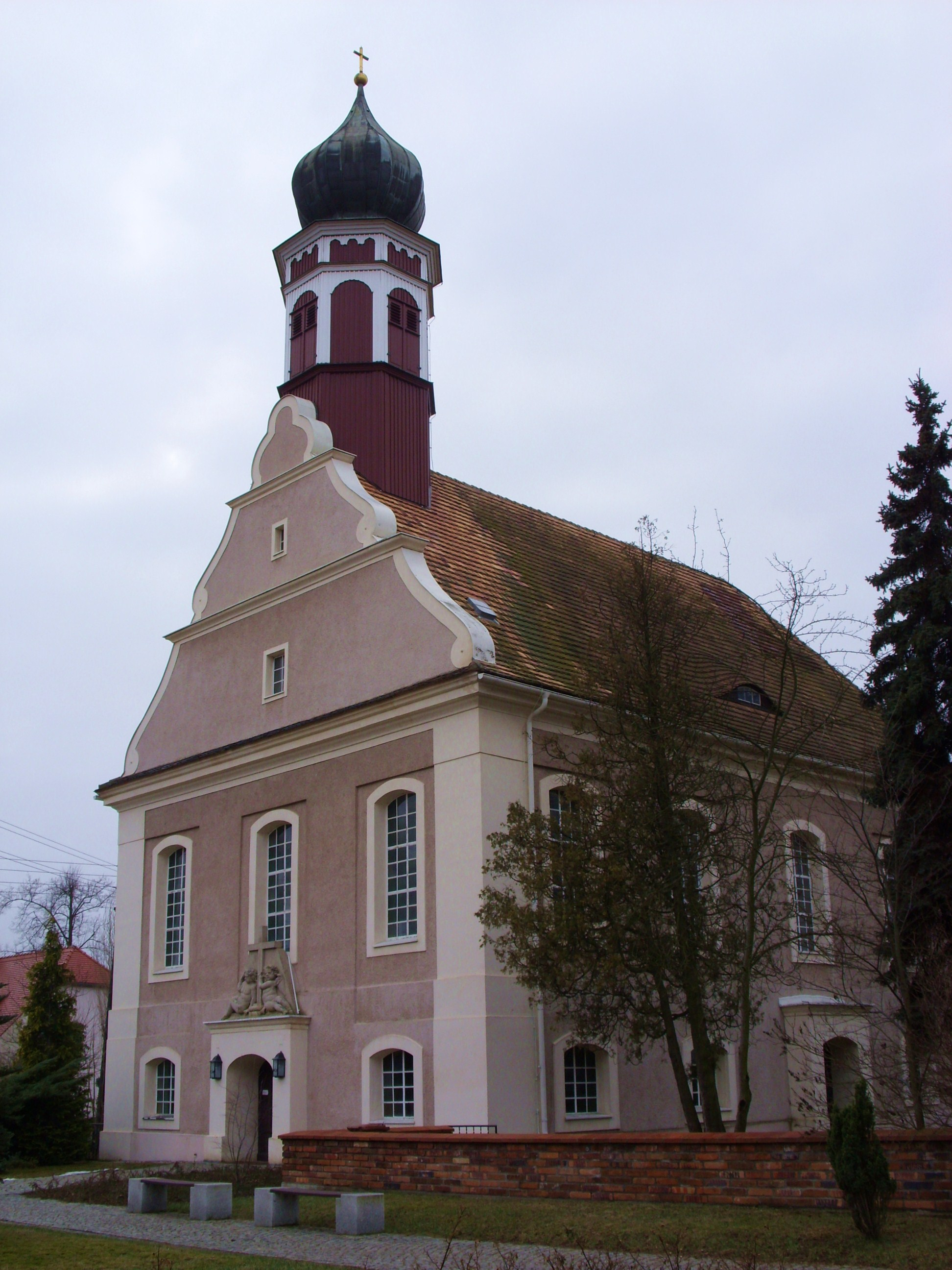
Reichwalder Kirche
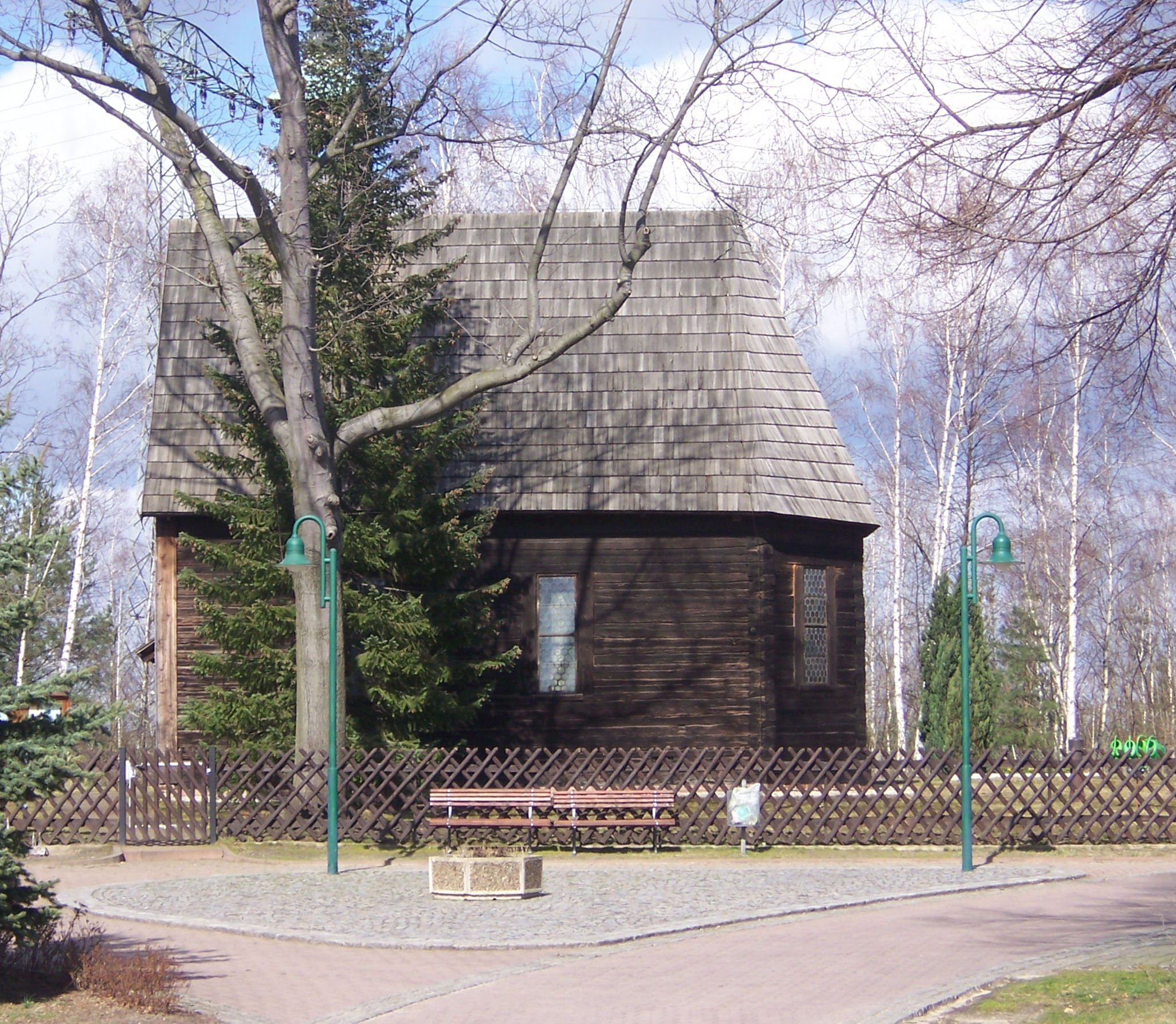
Kapelle in Sprey
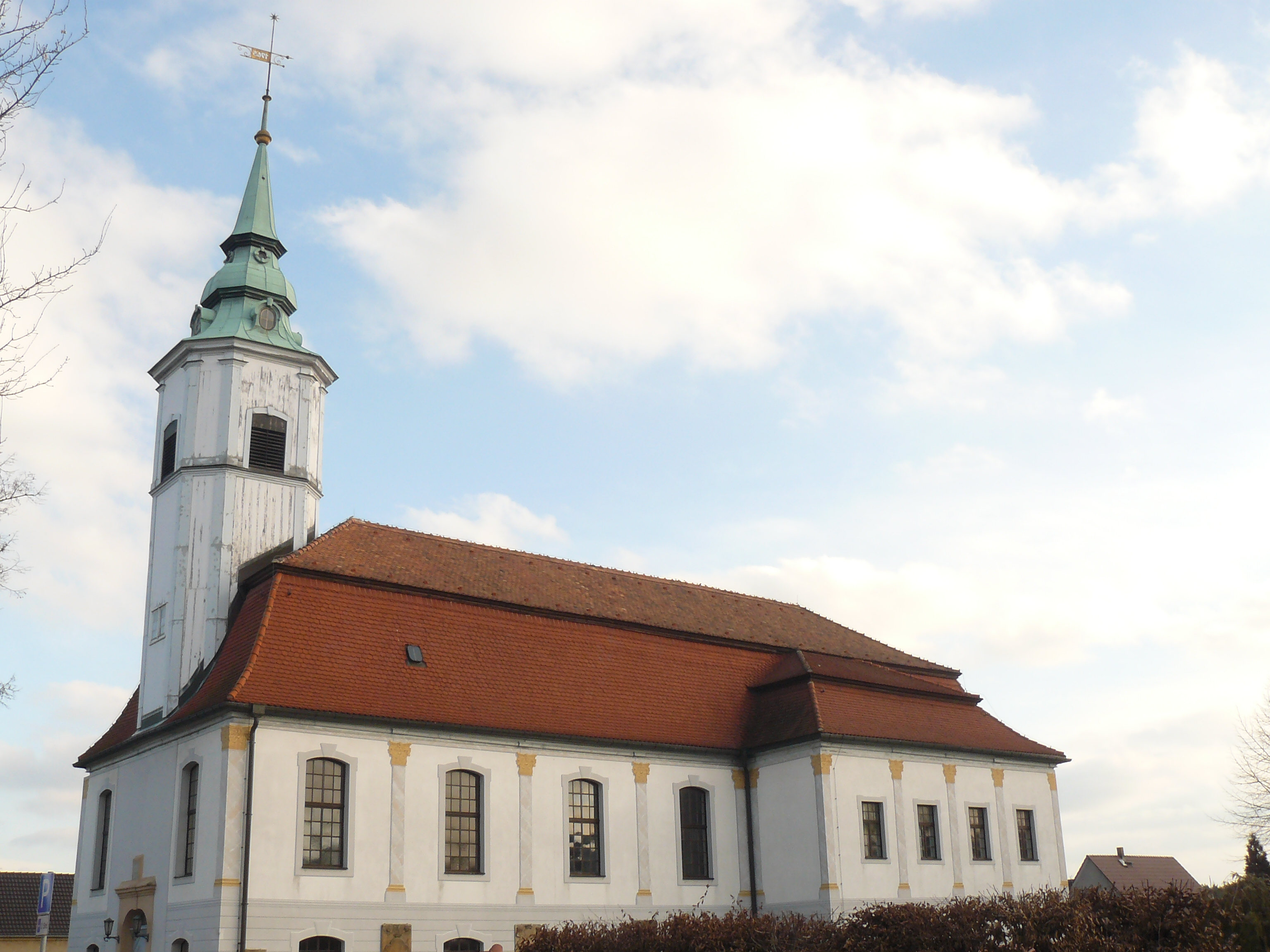
Uhyster Kirche
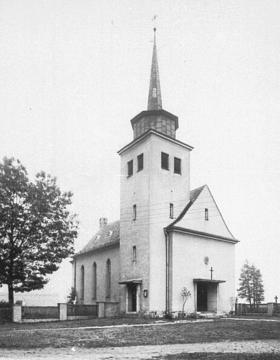
Merzdorfer Kirche (1979 gesprengt)

## Politik

### Gemeinderat
Seit der Gemeinderatswahl am 9. Juni 2024 verteilen sich die 16 Sitze des Gemeinderates folgendermaßen auf die einzelnen Gruppierungen:
- Wählervereinigung Boxberg/O.L.: 6 Sitze
- Wählervereinigung Bürgernähe Klitten: 4 Sitze
- Wählervereinigung Uhyster Heimatverein: 4 Sitze
- CDU: 2 Sitze

| Gemeinderat ab 2024Insgesamt 16 Sitze - WVB: 6 - WVBN: 4 - WVU: 4 - CDU: 2 | Liste                                  | 2024   | 2024   | 2019   | 2019   | 2014   | 2014   |
| Gemeinderat ab 2024Insgesamt 16 Sitze - WVB: 6 - WVBN: 4 - WVU: 4 - CDU: 2 | Liste                                  | Sitze  | in %   | Sitze  | in %   | Sitze  | in %   |
| Gemeinderat ab 2024Insgesamt 16 Sitze - WVB: 6 - WVBN: 4 - WVU: 4 - CDU: 2 | Wählervereinigung Boxberg/O.L.         | 6      | 39,5   | 4      | 25,4   | 4      | 22,1   |
| Gemeinderat ab 2024Insgesamt 16 Sitze - WVB: 6 - WVBN: 4 - WVU: 4 - CDU: 2 | Wählervereinigung Bürgernähe Klitten   | 4      | 24,5   | 2      | 13,6   | 1      | 7,2    |
| Gemeinderat ab 2024Insgesamt 16 Sitze - WVB: 6 - WVBN: 4 - WVU: 4 - CDU: 2 | Wählervereinigung Uhyster Heimatverein | 4      | 22,9   | 4      | 22,7   | 3      | 21,0   |
| Gemeinderat ab 2024Insgesamt 16 Sitze - WVB: 6 - WVBN: 4 - WVU: 4 - CDU: 2 | CDU                                    | 2      | 13,1   | 3      | 21,1   | 5      | 31,4   |
| Gemeinderat ab 2024Insgesamt 16 Sitze - WVB: 6 - WVBN: 4 - WVU: 4 - CDU: 2 | Linke                                  | –      | –      | 2      | 10,6   | 2      | 10,9   |
| Gemeinderat ab 2024Insgesamt 16 Sitze - WVB: 6 - WVBN: 4 - WVU: 4 - CDU: 2 | Wählervereinigung Kringelsdorf         | –      | –      | 1      | 6,7    | 1      | 7,4    |
| Gemeinderat ab 2024Insgesamt 16 Sitze - WVB: 6 - WVBN: 4 - WVU: 4 - CDU: 2 | Wahlbeteiligung                        | 73,5 % | 73,5 % | 69,7 % | 69,7 % | 60,8 % | 60,8 % |

### Bürgermeister
Hauptamtlicher Bürgermeister der Gemeinde ist seit dem 1. August 2022 Hendryk Balko (Wählervereinigung Boxberg/O.L.). Er setzte sich bei der Wahl am 12. Juni 2022 mit 66,3 % der Stimmen gegen zwei weitere Kandidaten durch. Sein Amtsvorgänger war von 2015 bis 2022 Achim Junker (CDU), der sich im zweiten Wahlgang am 28. Juni 2015 mit 46,4 % der Stimmen gegen zwei weitere Kandidaten durchsetzte.
Dessen Amtsvorgänger Roland Trunsch, der auch die Funktion des Verwaltungsvorsitzenden in der 1992 bis 2009 bestehenden Verwaltungsgemeinschaft Boxberg/O.L. innehatte, war seit 1985 Bürgermeister von Boxberg und trat in seinem 30. Amtsjahr nicht mehr zur Wahl an. Nach dem Ausscheiden des Trebendorfer Bürgermeisters Peter Mäkelburg (1982 bis 2010) war er der dienstälteste Bürgermeister im Altkreis Weißwasser.
| Wahl | Bürgermeister      | Vorschlag       | Wahlergebnis (in %) |
| ---- | ------------------ | --------------- | ------------------- |
| 2022 | Hendryk Fred Balko | WV Boxberg/O.L. | 66,3                |
| 2015 | Achim Junker       | CDU             | 46,4                |
| 2008 | Roland Trunsch     | WV Boxberg      | 97,6                |
| 2001 | Roland Trunsch     | WV Boxberg      | 68,5                |

### Wappen

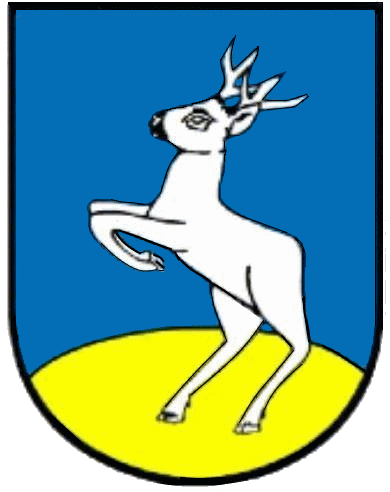
Boxberger Wappen

Die Gemeinde führt ein redendes Wappen, das einen Rehbock auf einem Berg darstellt. Der gelbe Heidesand sowie der blaue Hintergrund lehnen sich an die Farben des Bautzener Stadtwappens an, das auch die Funktion des Wappens der Oberlausitz erfüllt.

### Gemeindepartnerschaften
Die Gemeinde unterhält Partnerschaften mit der badischen Kleinstadt Boxberg, der polnischen Gemeinde Mysłakowice, der polnischen Stadt Jelenia Góra und der bulgarischen Hafenstadt Baltschik.

## Kultur und Sehenswürdigkeiten

### Bauwerke
Fast allgegenwärtig ist das Kraftwerk Boxberg, das durch seine Größe in der gesamten Gemeinde von vielen Standpunkten aus gesehen werden kann. Daneben sind die Kirchen sowie die früheren herrschaftlichen Güter mehrerer Ortsteile sehenswert.

### Parks

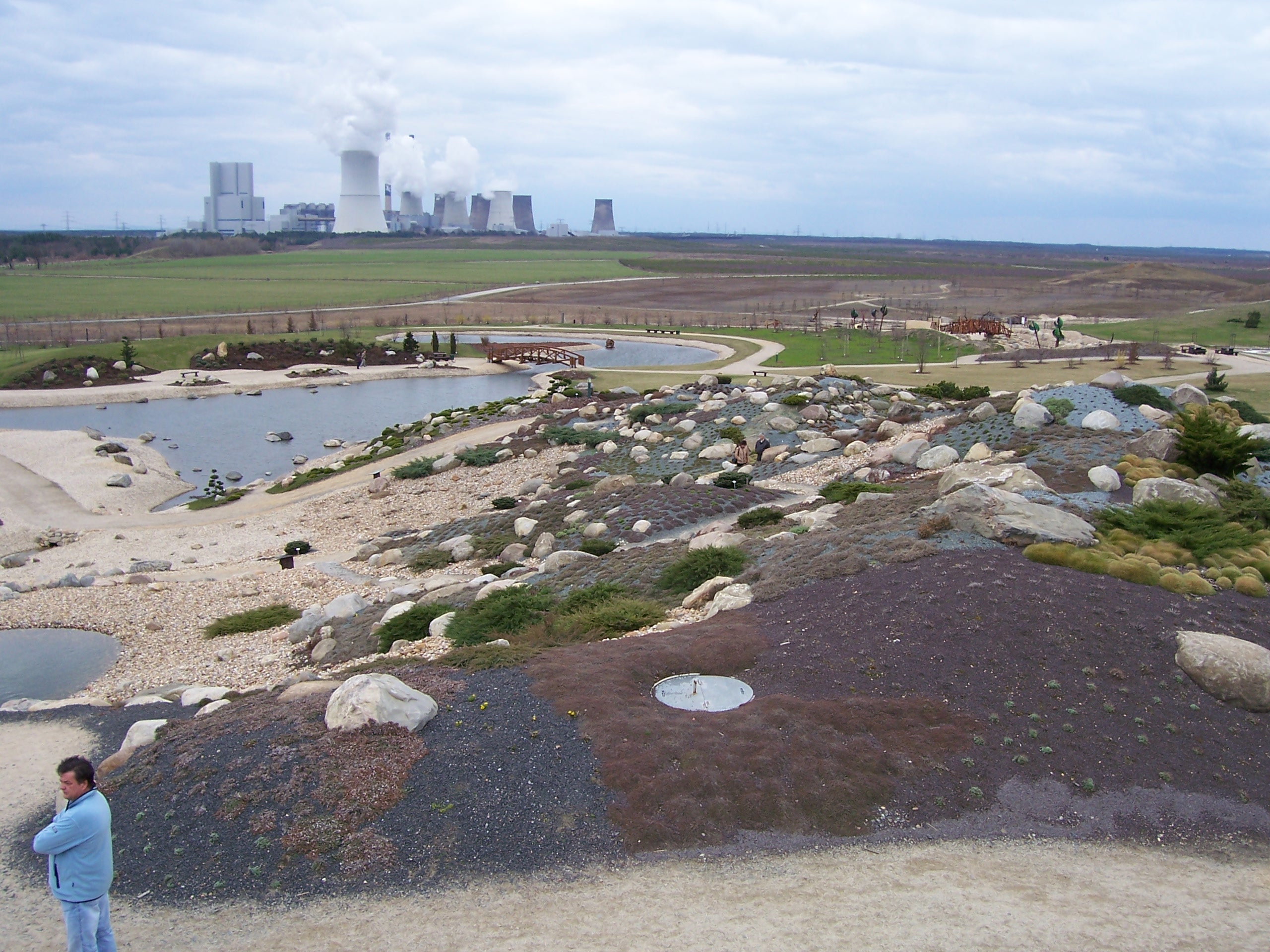
Lausitzer Findlingspark Nochten mit Blick auf das Kraftwerk

In seinen letzten Lebensjahren gestaltete Friedrich Hermann Rötschke (1805–1893) den Landschaftspark Bärwalde. In dessen Gestaltung bezog er den natürlichen Lauf der Spree, den Mühlgraben und den bereits vorhandenen Baumbestand von Bärwalde ein.
Das Neue Schloss in Uhyst wird von einem Barockgarten und einem englischen Landschaftspark umgeben.
Der jüngste und zugleich bekannteste Park ist der Lausitzer Findlingspark Nochten im Norden der Gemeinde. Er wurde auf einem ausgekohlten und renaturierten Teil des Tagebaus Nochten angelegt und 2004 eröffnet.

### Naturschutz
- Siehe auch: Liste der Naturdenkmale in Boxberg/O.L.

### Theater
Am Boxberger Ufer des Bärwalder Sees befindet sich eine rund 350 Meter lange Hügellandschaft in Form eines menschlichen Ohres. In seinem Inneren gibt es ein Amphitheater.

### Veranstaltungen

#### Licht-Klang-FestivaltransNATURALE
In den Jahren 2005 bis 2015 fand alljährlich Ende August/Anfang September das Licht-Klang-Festival transNATURALE statt, das mit seinen Aktivitäten den vielschichtigen Wandel in der Region kulturell begleitete.

#### Lausitz-Rallye
In und um Boxberg – in den aufgefüllten und zum Abbau vorgesehenen Tagebaugebieten der Tagebaue Reichwalde und Nochten – findet seit dem Jahr 2000 jährlich die Lausitz-Rallye statt, ein Lauf der Deutschen Rallye-Meisterschaft. Dieser zu 98 % auf Schotterstrecken geführte Wettbewerb wird vom Rallye-Renn- & Wassersportclub Lausitz e. V. im ADMV organisiert und zieht jedes Jahr ca. 100 Motorsportteams mit den Spitzenfahrern aus ganz Europa an.

## Wirtschaft und Infrastruktur

### Verkehr
Durch die Gemeinde verläuft die Bundesstraße 156, über die die Bundesautobahn 4 (Dresden–Görlitz) in Bautzen erreicht wird.
Die Gemeinde verfügt über zwei Bahnhöfe in den Ortsteilen Uhyst und Jahmen (Bahnhof Klitten) an der Bahnstrecke Węgliniec–Roßlau mit jeweils zweistündlich Verbindungen nach Hoyerswerda sowie Niesky und Görlitz. Ehemals hatte der Ortsteil Boxberg (Oberlausitz) einen Bahnhof an der Bahnstrecke Uhyst–Boxberg.
In der Umgebung befinden sich der Segelflugplatz Klix (25 km), der Flugplatz Bautzen und der Flugplatz Rothenburg/Görlitz (beide etwa 30 km) sowie der Flughafen Dresden (80 km).

### Wirtschaftsunternehmen
Die Wirtschaft der Gemeinde wird geprägt durch das nördlich des Ortes Boxberg befindliche und mit Braunkohle befeuerte Kraftwerk Boxberg, das mit einer installierten Leistung von 3520 MW zu DDR-Zeiten das größte Dampfkraftwerk Deutschlands war. Nach der Stilllegung der ältesten Kraftwerksteile, Erneuerung des Werks 3 (2×500 MW) sowie der neu erbauten Blöcke Q (1996–2000, 900 MW) und R (2006–2012, 675 MW) beträgt die Gesamtleistung des Kraftwerks 2575 MW. Damit liefert das Kraftwerk Boxberg rein rechnerisch Strom für mehr als vier Millionen Haushalte. Für die Versorgung des neuen Blocks R mit Braunkohle hatte der LEAG-Vorgänger Vattenfall den 1999 gestundeten Tagebau Reichwalde wieder aktiviert.
Südlich von Sprey befindet sich in Kraftwerksnähe eine Fischzuchtanlage der Peitzer Edelfisch Handelsgesellschaft, die bis in die 1990er Jahre das Warmwasser des Kraftwerks zur ganzjährigen Zucht nutzte. Auf dem Gewerbegebiet Kringelsdorf steht ein Werk von Europor.
Die weitere Wirtschaft wird durch eine Vielzahl kleiner und mittelständischer Unternehmen gestaltet, die sich auf Industrie, Handwerk, Landwirtschaft und Dienstleistungen verteilen.

## Persönlichkeiten
- Johann Mentzer (1658–1734), Pfarrer und Kirchenlieddichter aus Jahmen
- Friedrich Gottlob Leonhardi (1757–1814), Ökonom und Übersetzer aus Dürrbach
- Jan Arnošt Smoler (1816–1884), sorbischer Volksschriftsteller und Wissenschaftler aus Merzdorf
- Alfred Knobloch (1859–1916), Jurist und Oberbürgermeister von Bromberg aus Wilhelmsfeld
- Matej Handrik (1864–1946), Volkskundler und Sprachforscher aus Jahmen, Pfarrer in Schleife
- Alwin Arndt (1878–1959), Pädagoge, Biologe und Historiker; geboren, aufgewachsen und gestorben im Ortsteil Reichwalde
- Heinz Roy (1927–2019), deutsch-sorbischer Komponist aus Zimpel, ehemaliger Bürgermeister von Klitten
- Hartmut Ulbricht (* 1950), Volkskammerabgeordneter und Mitglied des sächsischen Landtags aus Klitten

- Bogumił Šwjela (1873–1948), niedersorbischer Sprachwissenschaftler und Mitbegründer der Domowina, war fünf Jahre lang Pfarrer in Nochten
- Gottfried Unterdörfer (1921–1992), Förster und Dichter, der in Uhyst wirkte und starb